# Blue Desert (película)
Blue Desert (1991), es una película thriller psicológico con Courteney Cox y D. B. Sweeney, dirigida por Bradley Battersby. La música original estuvo compuesta por Jerry Goldsmith y Joel Goldsmith. Los lugares de rodaje fueron Inyokern, California y Red Rock Canyon State Partk, Cantil, California

## Argumento
Una víctima de violación, la artista de cómic Lisa Roberts se le da evasivas por la policía de Nueva York. Cansada de la vida de la ciudad, ella se dirige a los lugares abiertos de Arizona. Poco después, es atacada por Randall Atkins. Ella reporta esto al simpático oficial de policía local Steve Smith, quién responde que no es la primera vez que Atkins es acusado de delito sexual. Para su asombro, Roberts luego es visitada por Atkins, quién agitadamente le advierte en no confiar en ese policía. Alguien está mintiendo en algo, y Roberts sencillamente no sabe qué creer. Cuando ella lo descubre, es casi demasiado tarde.

## Elenco
- Courteney Cox - Lisa Roberts
- D. B. Sweeney - Steve Smith
- Craig Sheffer - Randall Atkins
- Steve Ward - Walter
- Philip Baker Hall - Joe